# Elliott Highway
Der Elliott Highway ist eine Hauptverkehrsstraße im Binnenland von Alaska, die auf einer Länge von 245 km das 17 km nördlich von Fairbanks gelegene Fox mit Manley Hot Springs am Tanana River verbindet. Der Highway wurde 1959 fertiggestellt und ist Teil der Alaska Route 2.
Die Straße ist zwischen dem Abzweig vom Steese Highway bei Fox und der Kreuzung mit dem Dalton Highway asphaltiert und ganzjährig befahrbar, die letzten 130 km nach Manley Hot Springs sind Schotterpiste. Entlang des Highways gibt es keine Tankstellen und kein Mobilfunknetz. Reisende sind angehalten, den Straßenzustand bei einer staatlichen Hotline abzufragen.
Ortschaften am Highway sind Livengood, eine alte Bergbausiedlung mit 29 Einwohnern, nach 114 km und Minto nach 177 km. Benannt wurde der Highway nach Malcolm Elliot, dem Vorsitzenden der Alaska Road Commission von 1927 bis 1932.